# Булыгин, Алексей Кириллович
Алексей Кириллович Булыгин (3 ноября 1965, Ленинград) — петербургский писатель и коллекционер оперной музыки.

## Биография
Родился 3 ноября 1965 в Ленинграде.
В 1988 году окончил факультет русского языка и литературы ЛГПИ им. А. И. Герцена.
С 1990 года преподает в высших учебных заведениях Санкт-Петербурга.
В 2002 году в ИРЛИ РАН (Пушкинский Дом) защитил диссертацию «„Котлован“ Андрея Платонова: проблематика и поэтика».
Кандидат филологических наук (2002).
C 2009 года доцент кафедры литературы Санкт-Петербургского государственного университета культуры и искусств.
Автор первой на русском языке биографии итальянского тенора Франко Корелли и жизнеописания Энрико Карузо в серии "Жизнь замечательных людей". .